# L'Aventure humaine (livre)
Pour les articles homonymes, voir L'Aventure humaine.
L'Aventure humaine est un ouvrage de vulgarisation scientifique et de synthèse sur l'histoire évolutive ayant conduit jusqu'à l'Homme moderne, écrit par les auteurs américains Robert Boyd et Joan B. Silk et paru pour la première fois en 1997. L'ouvrage présente successivement les principes de l’évolution, le comportement des Primates actuels, l'histoire évolutive de la lignée humaine et quelques éléments d’anthropologie moderne. Il est illustré de nombreuses photographies, dessins et schémas.

## Description
L'ouvrage comporte quatre parties :
1. Comment fonctionne l'évolution
2. Écologie et comportement des primates
3. L'histoire de la lignée humaine
4. L'Homme moderne et l'évolution

## Les auteurs
Robert Boyd et Joan B. Silk étaient professeurs d'anthropologie à l'université de Californie à Los Angeles (UCLA), puis à l'université d'État de l'Arizona.

## Éditions
L'ouvrage est paru pour la première fois en 1997 en anglais sous le titre How Humans Evolved. Il a été mis à jour et réédité en 2000 et 2003. L'édition de 2003 a été traduite en français la même année, sous le contrôle scientifique de Marcel Otte, avec une préface d'Yves Coppens, aux éditions De Boeck.
La neuvième édition anglaise (2020) approfondit la présentation des aspects génétiques de l'évolution humaine, dont la compréhension a connu une rapide avancée depuis 2010. La dixième édition est parue fin 2023.